# Černava
Černava (deutsch Schwarzenbach) ist eine Gemeinde im Karlovarský kraj in Tschechien. 

## Geografie

### Lage
Černava liegt am Fuß der Südabdachung des Erzgebirges. Sie ist umgeben von Wäldern und Wiesen mit seltenen Pflanzen.

### Gemeindegliederung
Die Gemeinde Černava besteht aus den Ortsteilen Černava (Schwarzenbach) und Rájec (Kösteldorf), die zugleich auch Katastralbezirke bilden. Zu Černava gehört außerdem die Ansiedlung Kobelec (Kofl).

### Nachbarorte
| Jindřichovice (Heinrichsgrün) | Nejdek (Neudek)                             |                       |
| Tatrovice (Dotterwies)        | Kompassrose, die auf Nachbargemeinden zeigt | Božičany (Poschetzau) |
|                               | Chodov (Chodau)                             |                       |

## Geschichte
Die erste schriftliche Erwähnung stammt aus dem Jahr 1469. Damals war sie ein Lehndorf von Loket mit einem kleinen Kohlenbergwerk. Später wurde nur noch Landwirtschaft betrieben. 
Schwarzenbach war ab 1910 Teil des Bezirks Neudek.
Nach dem Münchner Abkommen wurde der Ort dem Deutschen Reich zugeschlagen und gehörte bis 1945 zum Landkreis Neudek.

## Entwicklung der Einwohnerzahl
| Jahr | Einwohnerzahl |
| ---- | ------------- |
| 1869 | 402           |
| 1880 | 478           |
| 1890 | 481           |
| 1900 | 492           |
| 1910 | 489           |

| Jahr   | Einwohnerzahl |
| ------ | ------------- |
| 1921   | 445           |
| 1930   | 531           |
| 1950 1 | 318           |
| 1961 1 | 333           |
| 1970 1 | 251           |

| Jahr   | Einwohnerzahl |
| ------ | ------------- |
| 1980 1 | 214           |
| 1991 1 | 182           |
| 2001 1 | 223           |
| 2011 1 | 290           |